# Florent Poncelet
Théodule Florent Marie Poncelet, né le 23 août 1836 à Gedinne et décédé le 12 janvier 1909 à Dinant, fut un homme politique catholique belge.
Il fut docteur en droit (Université catholique de Louvain, 1857).
Il fut élu conseiller provincial (1884-88) et sénateur provincial (1894-1907) de la province de Namur.

## Sources
- Bio sur ODIS